# 17238 Brianwu
17238 Brianwu è un asteroide della fascia principale. Scoperto nel 2000, presenta un'orbita caratterizzata da un semiasse maggiore pari a 3,124817 UA e da un'eccentricità di 0,137332, inclinata di 2,398412° rispetto all'eclittica. Ha un diametro di 8,165 km.